# Берг-ам-Ірхель
Берг-ам-Ірхель (нім. Berg am Irchel) — громада  в Швейцарії в кантоні Цюрих, округ Андельфінген.

## Географія
Громада розташована на відстані близько 115 км на північний схід від Берна, 22 км на північ від Цюриха.
Берг-ам-Ірхель має площу 7 км², з яких на 5% дозволяється будівництво (житлове та будівництво доріг), 48,1% використовуються в сільськогосподарських цілях, 45,4% зайнято лісами, 1,6% не є продуктивними (річки, льодовики або гори).

## Демографія
2019 року в громаді мешкало 577 осіб (-3,7% порівняно з 2010 роком), іноземців було 8,8%. Густота населення становила 82 осіб/км².
За віковим діапазоном населення розподілялося таким чином: 14,2% — особи молодші 20 років, 61,7% — особи у віці 20—64 років, 24,1% — особи у віці 65 років та старші. Було 257 помешкань (у середньому 2,2 особи в помешканні).
Із загальної кількості 137 працюючих 46 було зайнятих в первинному секторі, 22 — в обробній промисловості, 69 — в галузі послуг.